# Западно-Русское общество пароходства
Западно-Русское общество пароходства — дореволюционная российская судоходная  компания. Штаб-квартира компании располагалась в Санкт-Петербурге (Петрограде).

## История

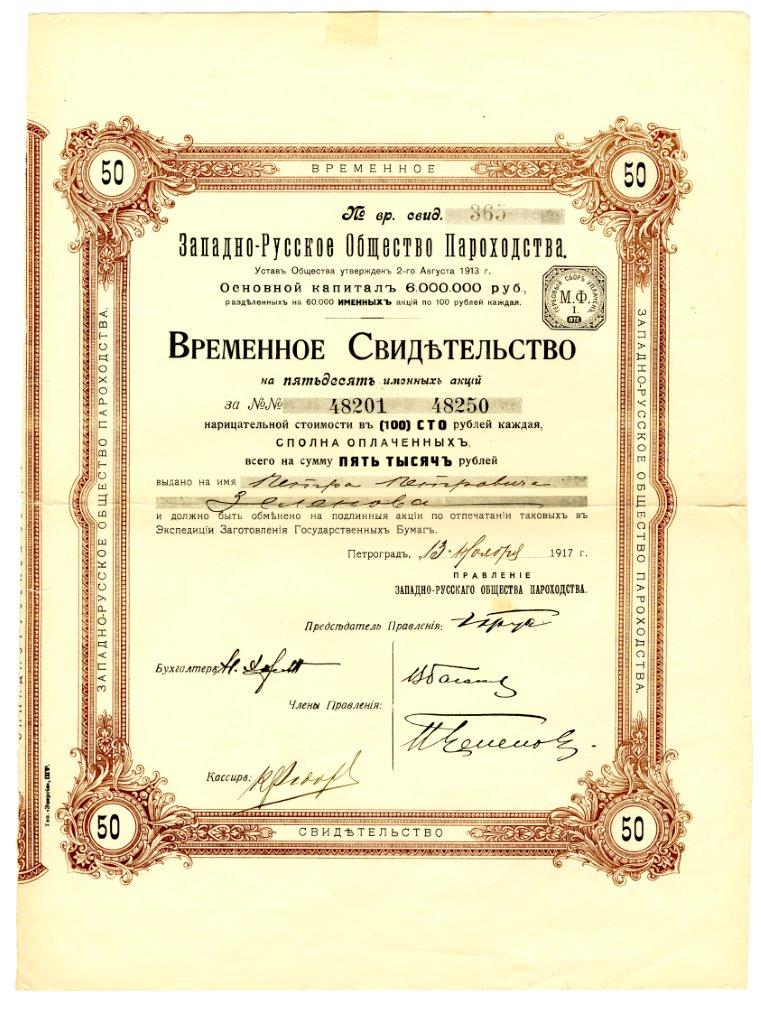
Временное свидетельство на 50 именных акций нарицательной стоимостью в 100 руб. каждая, всего на сумму в 5 тыс. руб. Западно-Русского общества пароходства. Петроград, 1917 г.

Компания, Устав которой Высочайше утвержден 2 августа 1913 года, приступила к осуществлению своей деятельности в январе 1914 г., года начала I мировой войны, в результате приведшей к Октябрьской революции и распаду Империи.
Западно-Русское общество пароходства было создано для осуществления перевозок пассажиров и грузов между российскими, в первую очередь Балтийскими, и иностранными портами. Одним из главных учредителей Общества выступил Сибирский торговый банк, впоследствии ставший основным акционером компании. Первоначальный основной капитал Акционерного общества составлял 3 млн руб., поделенных на 30 именных акций, владельцами которых могли являться исключительно российские поданные. Однако в 1917 г. основной капитал компании был увеличен вдвое и доведен до 6 млн руб, что было обусловлено расширением деятельности компании. Западно-Русскому обществу пароходства в общей сложности принадлежало семь пароходов совокупной грузоподъемностью в 45 тыс. тонн и одна моторная лодка. Управление деятельностью компании осуществлялось Правлением, находившимся в Петрограде.
Спустя всего несколько месяцев после октябрьского переворота имущество пароходства было экспроприировано большевиками на основании декрета СНК «О национализации торгового флота» от 26 января 1918 г.